# Gunting Saga
Gunting Saga is een bestuurslaag in het regentschap Labuhan Batu Utara van de provincie Noord-Sumatra, Indonesië. Gunting Saga telt 6634 inwoners (volkstelling 2010).